# My Colouring Book
My Colouring Book is het comeback-album van de Zweedse zangeres Agnetha Fältskog, beter bekend als ex-lid van de formatie ABBA. Het verscheen zeventien jaar na I Stand Alone, haar derde Engelstalige solo album. Na 1987 had Fältskog tijdelijk genoeg van het maken van nieuwe muziek en trok ze zich terug uit de publieke belangstelling. Het aanhoudende succes en de populariteit van de musical Mamma Mia! uit 1999 deden de zangeres doen besluiten om een nieuw album te gaan maken. Ze besloot hiervoor om covers op te nemen van haar favoriete nummers, voornamelijk liedjes uit haar jeugd in de jaren 60.
My Colouring Book verscheen op 23 april 2004. De eerste single If I thought you'd ever change your mind een dag later. De single reikte in de Nederlandse Top 40 tot plek 31. In veel Europese landen verkocht het album naar behoren.

## Tracklist
1. My colouring book
2. When you walk in the room
3. If I thought you'd ever change your mind
4. Sealed with a kiss
5. Love me with all your heart
6. Fly me to the moon
7. Past, present and future
8. A fool am I
9. I can't reach your heart
10. Sometimes when I'm dreaming
11. The end of the world
12. Remember me
13. What now my love

## Hitnotering
| "My colouring book" in de Nederlandse Album Top 100 - binnen: 24-04-2004 | "My colouring book" in de Nederlandse Album Top 100 - binnen: 24-04-2004 | "My colouring book" in de Nederlandse Album Top 100 - binnen: 24-04-2004 | "My colouring book" in de Nederlandse Album Top 100 - binnen: 24-04-2004 | "My colouring book" in de Nederlandse Album Top 100 - binnen: 24-04-2004 | "My colouring book" in de Nederlandse Album Top 100 - binnen: 24-04-2004 | "My colouring book" in de Nederlandse Album Top 100 - binnen: 24-04-2004 | "My colouring book" in de Nederlandse Album Top 100 - binnen: 24-04-2004 | "My colouring book" in de Nederlandse Album Top 100 - binnen: 24-04-2004 | "My colouring book" in de Nederlandse Album Top 100 - binnen: 24-04-2004 | "My colouring book" in de Nederlandse Album Top 100 - binnen: 24-04-2004 | "My colouring book" in de Nederlandse Album Top 100 - binnen: 24-04-2004 | "My colouring book" in de Nederlandse Album Top 100 - binnen: 24-04-2004 |
| Week                                                                     | 1                                                                        | 2                                                                        | 3                                                                        | 4                                                                        | 5                                                                        | 6                                                                        | 7                                                                        | 8                                                                        | 9                                                                        | 10                                                                       | 11                                                                       | 12                                                                       |
| ------------------------------------------------------------------------ | ------------------------------------------------------------------------ | ------------------------------------------------------------------------ | ------------------------------------------------------------------------ | ------------------------------------------------------------------------ | ------------------------------------------------------------------------ | ------------------------------------------------------------------------ | ------------------------------------------------------------------------ | ------------------------------------------------------------------------ | ------------------------------------------------------------------------ | ------------------------------------------------------------------------ | ------------------------------------------------------------------------ | ------------------------------------------------------------------------ |
| Nummer                                                                   | 31                                                                       | 15                                                                       | 11                                                                       | 17                                                                       | 26                                                                       | 32                                                                       | 47                                                                       | 61                                                                       | 75                                                                       | 85                                                                       | 94                                                                       | uit                                                                      |